# 伊卡拉馬武尼區
伊卡拉馬武尼區，是馬達加斯加的行政區，位於該國中部，由上馬齊亞特拉區負責管轄，首府設於伊卡拉馬武尼，面積9,166平方公里，2011年人口84,685，人口密度每平方公里9人。